# Spitzkunnersdorf
Spitzkunnersdorf is een plaats in de Duitse gemeente Leutersdorf (Sachsen), deelstaat Saksen, en telt 1820 inwoners (1997).